# Kuroda Hisao

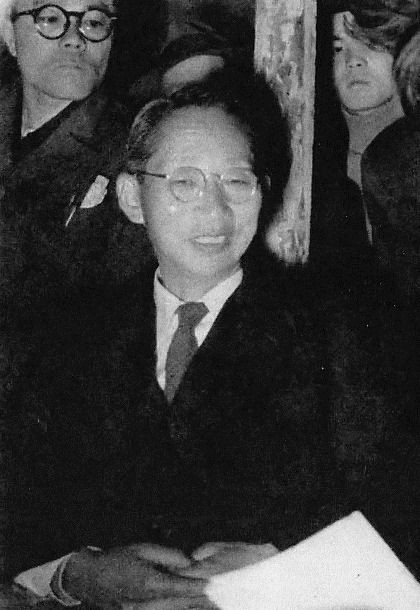
Kuroda Hisao

Kuroda Hisao (japanisch 黒田 壽男; geboren 14. April 1899 in der Präfektur Okayama; gestorben 21. Oktober 1986 in Kawasaki, Präfektur Kanagawa) war ein japanischer Rechtsanwalt, Politiker, aktiv in der Bauernbewegung.

## Leben und Wirken
Kuroda Hisao schloss sich während seines Studiums an der Juristischen Fakultät der Universität Tokio der „Vereinigung der Jungstudenten“ (新人会, Shinjin-kai) an. Er selbst gründete dann die Studentenvereinigung „Gakusei rengō-kai“ (学生連合会) und wurde deren Vorsitzender. 1927 beteiligte er sich an der Gründung des Arbeiter- und Bauernflügels (労農派,Rōnō-ha), wirkte als Generalsekretär der „Tokyo Proletarian Party“ (京東無産党, Tōkyō musantō), war ständiges Mitglied der „National Farmers' Union“ (全国農民組合, Zenkoku nōmin kumiai, kurz „Zennō“ (全農)) und war in anderen Organisationen tätig. Er wurde im Zusammenhang mit dem „Volksfront-Zwischenfall“ festgenommen, wurde 1936 im Wahlkreis Okayama 1 zum Abgeordneten ins Unterhaus des Parlaments gewählt. Er wurde dann bis zu seinem Rücktritt 1972 ohne Unterbrechung zwölfmal wiedergewählt.
Nach dem Zweiten Weltkrieg wurde Kuroda 1947 Mitglied der „Japan Farmers' Union“ (日本農民組合, Nihon nōmin kumiai) und im folgenden Jahr Vorsitzender der „Labourers and Farmers Party“ (労働者農民党, Rōdōsha nōmin-tō). Er kehrte 1957 zur Sozialistischen Partei zurück und spielte ab 1960 eine aktive politische Rolle im Zusammenhang mit dem Vertrag über gegenseitige Kooperation und Sicherheit zwischen Japan und den Vereinigten Staaten und in der „Japanisch-chinesischen Freundschaftsbewegung“ (日中友好運動, Nitchū yūkō undō). Er wurde dann Chef der japanischen Zentrale der „Japanisch-chinesischen Freundschaftsvereinigung“ (日中友好協会, Nitchū yūkō kyōksai).
Zu Kurodas Schriften gehören u. a. „Nihon nōmin rengo undo-shi“ (日本農民組合運動史) – „Geschichte der japanischen Bauernliga“（1949）und „Warera seihyō o tōzu“ (われら青票を投ず) – „Wir haben nicht dagegen gestimmt“ (1948).